# Departamento de Guachipas
El departamento de Guachipas es uno de los 23 departamentos en los que se divide la provincia de Salta en Argentina.

## Historia
El departamento La Viña de Guachipas fue creado por ley en 1858 durante el gobierno de Martín Güemes y Puch. En julio de 1878 el gobernador Juan Solá decretó el traslado de la cabecera departamental a la villa de Puerta de Díaz. Por ley N.º 461 del 23 de junio de 1892 el departamento La Viña de Guachipas fue dividido en dos nuevos departamentos: Guachipas y La Viña, siendo cabecera de este último la localidad de Guachipas.

## Superficie y límites
El departamento tiene 2785 km² y limita al norte y nordeste con el departamento Metán, al este con los departamentos Candelaria y Rosario de la Frontera, al sur con el departamento Cafayate y la provincia de Tucumán y al oeste con el departamento La Viña.

## Población
Según el Censo 2010, vivían 3.193 personas en todo el departamento. Este número lo ubicó como el segundo departamento menos poblado de la provincia, tras La Poma.
Para el censo 2022 el departamento registró 3.491 habitantes. Esto representó un aumento en la cantidad de personas del 9.5% y un leve incremento de la densidad poblacional respecto del censo anterior que era de 1.2.Estos datos le valieron ser el 2º departamento con menor población y el 3º menos denso de la provincia.

## Localidades y parajes
- Guachipas
- Alemanía
- Cebilar
- Pampa Grande
- Las Juntas
- Sauce Redondo
- Acosta
- Vaquería
- Santa Bárbara
- Los Sauces

## Sismicidad
La sismicidad del área de Salta es frecuente y de intensidad baja, y un silencio sísmico de terremotos medios a graves cada 40 años.
- Sismo de 1930: aunque dicha actividad geológica catastrófica, ocurre desde épocas prehistóricas, el terremoto del 24 de diciembre de 1930 (94 años),[8] señaló un hito importante dentro de la historia de eventos sísmicos salteños, con 6,4 Richter. Pero nada cambió extremando cuidados y/o restringiendo códigos de construcción.[7]
- Sismo de 1948: el 25 de agosto de 1948 (76 años) con 7,0 Richter, el cual destruyó edificaciones y abrió numerosas grietas en inmensas zonas[8][7]
- Sismo de 2010: el 27 de febrero de 2010 (15 años) con 6,1 Richter